# Aleksandra Ruda
Aleksandra Ruda (ur. 3 marca 1982 w Doniecku) – ukraińska pisarka powieści fantasy.

## Życiorys
Aleksandra Ruda studiowała filozofię i religioznawstwo w instytucie Filozofii Państwowej Akademii Nauk w Kijowie. W listopadzie 2006 w  piśmie Fahreinheit ukazało się jej opowiadanie Jak byłam na randce w tłumaczeniu Mariny Makarewskiej, a w 2007 roku Za garść kilogramów w tłumaczeniu Rafała Dębskiego. Ma córkę. Lubi turystykę. Jest członkiem ukraińskiej organizacji harcerskiej Płast.

## Twórczość
W Polsce debiutowała opowiadaniami w czasopiśmie Fahrenheit. Pierwsza książka w języku polskim ukazała się w 2010 roku.

### Cykl Olga i Otto
- Odnaleźć swą drogę (Свой путь) w tłumaczeniu Ewy Białołęckiej 2014 (BookRage), 2010 w tłumaczeniu Moniki Jasudowicz (Fabryka Słów)[5]
- Wybór (Выбор) w tłumaczeniu Ewy Białołęckiej 2012 (Fabryka Słów)[6], 2015 (BookRage)[4]
- Грани 2011[7]
- Столица 2015[8]
- Некромантка 2019[9]

### Trylogia Sztylet rodowy
- Sztylet rodowy (Родовой кинжал) 2016 (Papierowy Księżyc)[4]
- Sztylet ślubny (Обручальный кинжал) w tłumaczeniu Ewy Białołęckiej 2018 (Papierowy Księżyc)[4]
- Dwa Sztylety

## Nagrody
W 2012 roku otrzymała nagrodę podczas Europejskiego Konwentu Miłośników Fantastyki Eurocon.